# Арсевен, Рыза
Рыза Арсевен (тур. Rıza Arseven; 1907, Стамбул — 26 октября 1988) — турецкий фехтовальщик-саблист. Участник летних Олимпийских игр 1948 года.

## Биография
Рыза Арсевен родился в 1907 году в османском городе Стамбул (сейчас в Турции).
Окончил Национальный спортивный институт.
В 1948 году вошёл в состав сборной Турции на летних Олимпийских играх в Лондоне. В личном турнире саблистов в группе 1/8 финала выиграл один из пяти поединков и, заняв предпоследнее, 6-е место, выбыл из борьбы. В командном турнире саблистов сборная Турции, за которую также выступали Мерих Сезен, Нихат Балкан, Сабри Тезджан и Вурал Балджан, в группе 1/8 финала проиграла Польше — 5:11 и Бельгии — 2:9 и покинула соревнования.
На протяжении многих лет был капитаном сборной Турции.
По окончании выступлений был тренером, судьёй и менеджером.
Изучал историю фехтования. Написал книгу «История фехтования и современное фехтование».
Умер 26 октября 1988 года. Похоронен на кладбище Сахрайыджедид в Стамбуле.